# Jászvásári béke
A jászvásári béke, amit a Moldvai Fejedelemségben, Jászvásárban írtak alá, lezárása volt az 1787 és 1792 közötti orosz-török háborúnak, mely megerősítette Oroszország növekvő dominanciáját a Fekete-tengeren. Az egyezményt 1792. január 9-én írta alá Koca Yusuf pasa - az Oszmán Birodalom részéről - és Alekszandr Bezborodko herceg (aki Grigorij Patyomkin herceget követte az orosz delegáció élén, mivel Patyomkin időközben meghalt) – az Orosz Birodalom részéről. A jászvásári egyezmény formálisan is elismerte  a Krími Tatár Kánság Oroszország általi bekebelezését és rögzítette a Dnyeszter és a Déli-Bug folyók között terület átengedését Oroszországnak, amivel a Dnyeszter az orosz–török határrá vált. Oroszország és Törökország ázsiai határvonala változatlanul a Kubán folyó maradt.

## Külső hivatkozások
- Encyclopaedia Britannica-Online (angolul)